# 松平正億
松平 正億（まつだいら まさやす）は、江戸時代中期の旗本（寄合）。正朝系大河内松平家3代。石高は3500石。

## 生涯
宝永2年（1705年）8月21日に松平為政の三男として生まれる。享保4年（1719年）9月に父が死去したため、11月27日に家督を相続する。12月11日に初めて将軍吉宗に拝謁する。享保7年（1722年）2月9日に清水門番、享保11年（1726年）4月18日に中奥小姓となる。享保12年（1727年）11月、鷹狩に随行して雁を射たため、褒美として時服を拝領する。享保15年（1730年）11月17日に死去。享年26。